# Ditmas Avenue
Ditmas Avenue – stacja metra nowojorskiego, na linii F. Znajduje się w dzielnicy Brooklyn, w Nowym Jorku i zlokalizowana jest pomiędzy stacjami Church Avenue oraz 18th Avenue. Została otwarta 16 lipca 1919.